# Nichtbürger (Lettland)
Nichtbürger (lettisch nepilsoņi, russisch неграждане) sind nach lettischem Recht „Menschen mit dauerhaftem Aufenthaltsrecht in Lettland, die weder die lettische noch eine andere Staatsbürgerschaft besitzen“. Nichtbürger gelten in Lettland nicht als Staatenlose (lettisch bezvalstnieki), der UNHCR sieht sie als solche. In Lettland lebten am 1. Januar 2024 insgesamt 169.276 Nichtbürger, das sind 9,0 % aller Einwohner. Fast alle von ihnen (96 %) sind ehemalige Sowjetbürger, davon etwa zwei Drittel ethnische Russen.

## Geschichte

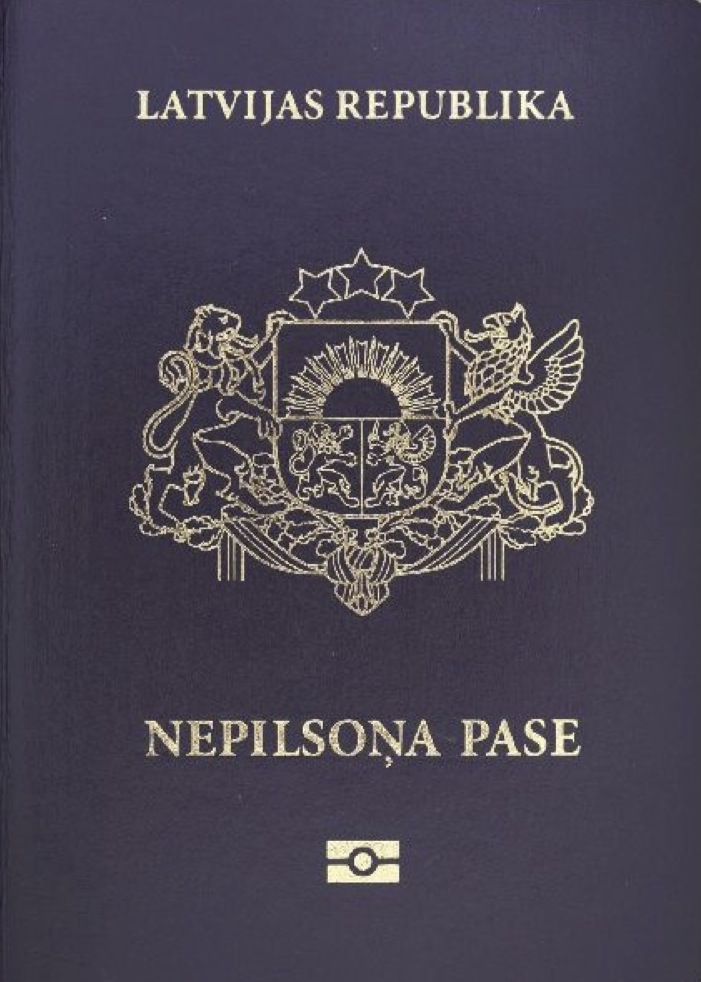
Der lettische Nichtbürger-Pass unterscheidet sich in der Umschlagfarbe von üblichen lettischen Pass.

Die Kategorie Nichtbürger wurde mit der Resolution „Zur Wiederherstellung der staatsbürgerlichen Rechte lettischer Bürger und die Grundprinzipien der Naturalisierung“ des Obersten Sowjets Lettlands vom 15. Oktober 1991 eingeführt. Die Staatsbürgerschaft Lettlands wurde durch diese Resolution nur den Bürgern der Republik Lettland nach dem Stand vom Juni 1940 und deren Nachkommen zuerkannt. Mehr als 700.000 Einwohnern Lettlands, gut 27 % der Gesamtbevölkerung, wurde die Staatsbürgerschaft vorenthalten.
Das Staatsbürgerschaftsgesetz von 1994 legte die Grundlagen für ein Einbürgerungsverfahren, welches seit dem 1. Februar 1995 gilt. Zu diesem Zeitpunkt war das Verfahren aber nur einer Minderheit der Nichtbürger zugänglich. In einem Referendum im Jahr 1998 wurde das Staatsbürgerschaftsgesetz dahingehend geändert, dass einer Mehrheit der Nichtbürger die Einbürgerung ermöglicht wird. Dazu gehört eine Sprachprüfung in Lettisch und der Nachweis von Grundkenntnissen der Geschichte und der Verfassung. Die lettische Sprache zu lernen, ist vor allem für die älteren russischsprachigen Einwohner Lettlands ein Problem, da sie es in sowjetischer Zeit mehrheitlich nicht nötig hatten, die Sprache der lettischen Bevölkerungsmehrheit zu erlernen. Insofern ist der Anteil der Nichtbürger unter den über 70-Jährigen bei weitem am höchsten. Deshalb wurden die Anforderung der Sprachprüfung für über 65-Jährige zum 1. September 2011 herabgesetzt.

## Rechtsstellung
Die Rechtsstellung der Nichtbürger wurde im Jahre 1995 durch ein eigenes Gesetz geregelt. Sie unterliegen gewissen Meldepflichten.
Die lettischen Nichtbürger sind zahlreichen Einschränkungen bezüglich ihrer Menschen- und Bürgerrechte und teils auch persönlichen Rechte unterworfen. So haben sie kein aktives oder passives Wahlrecht weder bei nationalen noch bei kommunalen Wahlen. Sie sind von bestimmten Berufen ausgeschlossen, zum Beispiel ist es ihnen nicht möglich, als Beamte, Polizisten oder Notare zu arbeiten. Für Arbeitszeiten im Ausland (d. h. vor allem den Rest der ehemaligen Sowjetunion) erhielten die Nichtbürger bis zu einer Verfassungsgerichtsentscheidung keine Rente in Lettland, falls dies nicht durch spezielle Sozialversicherungsabkommen geregelt war. Im Gegensatz zu lettischen Bürgern sind den Nichtbürgern visafreie Reisen in eine Reihe von Ländern nicht möglich; für die EU-Länder gilt diese Beschränkung für Kurzzeitaufenthalte nicht, sie genießen dort aber keine Freizügigkeit. Im Jahre 2013 zählte das „Lettische Menschenrechtskomitee“, die Vertretung insbesondere der russischsprachigen Einwohner Lettlands, noch achtzig Unterschiede zwischen den Rechten der Nichtbürger und Bürger.
Allerdings waren Nichtbürger zu keinem Zeitpunkt verpflichtet, in der Armee Lettlands zu dienen, während es für Bürger männlichen Geschlechts bis 2005 obligatorisch war. Für die Einreise nach Russland wurden ihnen günstigere Visa als den Bürgern Lettlands ausgestellt, seit Juni 2008 sind für die meisten Nichtbürger kurze visafreie Reisen nach Russland möglich.
Änderungen des Staatsbürgerschaftsgesetz 1994 erfolgten 1998, 2013 und 2019. Sie brachten einige Verbesserungen. Kinder von Nicht-Bürgern oder Staatenlosen, die seit dem 21. August 1991 im Lande geboren wurden und dauerhaft hier wohnen, dürfen seit der Gesetzesänderung 2013 unter erleichterten Bedingungen lettische Vollbürger werden, wenn sich ihre Eltern verpflichten, sie beim Erlernen lettischer Sprache und Kultur zu fördern. Am 17. Oktober 2019 wurde ein Gesetz verabschiedet (in Kraft seit dem 1. Januar 2020), wonach in Lettland geborene Kinder von Nichtbürgern automatisch die lettische Staatsangehörigkeit ab Geburt erhalten, falls sich die Eltern nicht darauf einigen, dass sie eine andere Staatsangehörigkeit erhalten sollen. Diese Regelung ist bei Auslandsgeburten subsidiär oder wenn ein Elternteil Ausländer ist. Dann muss man beweisen, dass das Kind nicht ausländischer Staatsangehöriger sein könnte.

## Demographie
Von den 735.000 Nichtbürgern 1995 wurden bis Ende 2011 nur 137.673 eingebürgert. 267.797 behielten den Nichtbürger-Status, die verbleibenden rund 330.000 Personen nahmen eine andere, meist die russische Staatsangehörigkeit an. Infolge der Einbürgerung von Nichtbürgern (auch im Ausland) und der Mortalität fiel der Anteil der Nichtbürger an der Gesamtbevölkerung von 21 % (im Jahre 2000) auf 9,0 % (im Jahre 2024).
| Nationalität | Anzahl  | % der Nichtbürger |
| ------------ | ------- | ----------------- |
| Russen       | 111.593 | 65,9              |
| Belarussen   | 25.131  | 14,3              |
| Ukrainer     | 16.687  | 9,9               |
| Polen        | 6.137   | 3,6               |
| Litauer      | 3.896   | 2,3               |
| Sonstige     | 6.832   | 4,0               |
| Insgesamt    | 169.276 | 100               |

## Internationaler Standpunkt
Es existiert eine Reihe von Empfehlungen internationaler Organisationen, welche sich mit der Nichtbürgerfrage beschäftigen. Diese Empfehlungen beinhalten:
- Gewährung des Wahlrechts für Nichtbürger bei Kommunalwahlen[11]
- Verringerung der Unterschiede zwischen lettischen Bürgern und Nichtbürgern[12]
- Verzicht auf die Forderung von Aussagen, welche im Gegensatz zum Geschichtsbild der Naturalisierungswilligen stehen[13]

Einigen Empfehlungen, etwa derer zur Erleichterung der Naturalisierung hinsichtlich der Anforderungen, Behandlung von Neugeborenen, sowie die Verringerung der zu entrichtenden Gebühren, ist Lettland inzwischen nachgekommen.